# André Bazin
Pour les articles homonymes, voir Bazin.
Il n'est pas apparenté à l'écrivain Hervé Bazin, né Jean-Pierre Hervé-Bazin
André Bazin, né le 18 avril 1918 à Angers (Maine-et-Loire) et mort le 11 novembre 1958 à Nogent-sur-Marne (Seine), est un critique français de cinéma et de télévision, époux de Janine Bazin. Il est l'un des fondateurs des Cahiers du cinéma et a exercé une grande influence sur l'ensemble de la critique française et plus particulièrement sur les réalisateurs de la Nouvelle Vague, comme François Truffaut, Éric Rohmer, Jean-Luc Godard, Claude Chabrol et Jacques Rivette.

## Biographie
Pour accomplir sa vocation d'enseignant il entre en 1938 à l'École normale supérieure de Saint-Cloud, mais en 1941 il échoue à l'oral du professorat, il se rapproche alors de Pierre-Aimé Touchard qui vient de fonder la Maison des lettres à Paris.
André Bazin y crée un ciné-club où il invite régulièrement Roger Leenhardt dont il lit depuis longtemps la chronique La Petite École du spectateur dans la revue Esprit.
La Libération est une période intense pendant laquelle on veut amener « le peuple à la culture et la culture au peuple ». Fort de cette conviction, il s'engage à travers Travail et Culture et Peuple et culture dans l'éducation populaire.
Dans les usines, en Allemagne, en Algérie, au Maroc, il participe à la fondation de ciné-clubs, à des stages, anime des conférences.
Il entame parallèlement un travail de réflexion en écrivant pour L'Écran français, Le Parisien libéré, Esprit, en rédigeant des monographies. Il participe à la création de Radio-Cinéma-Télévision (qui deviendra Télérama), c'est à cette époque qu'il engage, pour le seconder, un jeune passionné de cinéma, François Truffaut, dont il devient le père spirituel et le protecteur. Il est un des premiers critiques de télévision, qu'il accueille avec curiosité et bienveillance en insistant sur la nécessité de l'évaluer avec des critères différents de ceux utilisés pour le cinéma.
Il fait partie du groupe qui organise le Festival du film maudit, à Biarritz, en 1949. Avec Jacques Doniol-Valcroze, Joseph-Marie Lo Duca et Léonide Keigel, il fonde en avril 1951, les Cahiers du cinéma dans lequel écrit toute une génération de critiques et de futurs cinéastes qui feront partie de la Nouvelle Vague.
André Bazin fait le pari qu'en présentant et en expliquant des œuvres de qualité au public populaire, celui-ci deviendra plus exigeant, moins soumis aux œuvres purement commerciales. Pour lui, la culture est un moyen d'émancipation du peuple. C'est également dans ce but qu'il rédige des ouvrages sur Orson Welles qu'il rencontre et interroge pour la sortie de son film La Soif du mal en 1958, Charlie Chaplin, Jean Renoir et Marcel Carné dont il estime que Le jour se lève s'est approché du degré de perfection que seul Citizen Kane d'Orson Welles a atteint. Homme d'esprit brillant et ouvert, il a pour principe de n'écrire que sur ce qui lui a plu. Ainsi, il cède sa plume à Truffaut : « je n'ai pas trouvé Si Paris nous était conté très enthousiasmant, Sacha Guitry nous ayant habitué à mieux. Mais apparemment François Truffaut l'a aimé, et comme il semble qu'il soit la seule personne dans Paris pour en parler en bien, je lui cède la place ».
André Bazin meurt en 1958 d'une leucémie, un an avant la sortie du premier long-métrage de Truffaut (Les Quatre Cents Coups), qui lui est dédié. Il n'a donc pas eu l'occasion de voir émerger la nouvelle génération de cinéastes qu'il a profondément marquée par son intelligence et son engagement. Il est inhumé au cimetière de Nogent-sur-Marne.

## Importance historique
André Bazin est une figure intellectuelle très respectée dans le milieu de la critique d'art. Le critique d'art et historien de l'art Jean-François Chevrier dit qu'il considère Bazin comme « le plus grand intellectuel de l'art, tous genres confondus, dans l'après guerre. »
Pour François Truffaut, « Bazin est (...) un homme-cinéma, le plus admiré, le plus recherché, le plus aimé aussi car il est d'une grande rigueur morale et, en même temps, indulgent et bon, extraordinairement chaleureux enfin. » Le cinéaste philippin Lav Diaz déclare, à propos de ses longs plans fixes caractéristiques : « La découverte cruciale pour moi comme artiste a été André Bazin. C’est mon héros. Il recommandait les plans longs réalistes, la durée. »
En Grèce, le « Nouveau Cinéma grec » des années 1970-1980 se réclame aussi de lui.

## Principaux articles

### Montage interdit
« Montage interdit » est un texte paru dans Qu'est-ce que le cinéma ?. Il s'agit, selon Alain Bergala, « [d']un texte fondateur de la pensée bazinienne du cinéma ». Ce texte est en fait la réunion de deux articles : une critique de Crin-Blanc d'Albert Lamorisse, issue du numéro 25 des Cahiers du cinéma (1953) et un texte sur le montage paru en décembre 1956 toujours dans les Cahiers du cinéma en compagnie d'un texte d'Henri Colpi « Dégradation d'un art, le montage » et d'un autre de Jean-Luc Godard « Montage mon beau souci. »
André Bazin y traite de plusieurs films : Crin-Blanc, mais aussi Le Ballon rouge, autre film de Lamorisse, ainsi que Une fée... pas comme les autres de Jean Tourane ; il évoque aussi d'autres films, parmi lesquels Nanouk l'Esquimau de Robert Flaherty et, dans une longue note, un film anglais qu'il qualifie de « médiocre », Quand les vautours ne volent plus d'Harry Watt (1951). Mais Bazin ne souhaite pas faire à proprement parler une critique de ces films, cherchant là à analyser « certaines lois du montage dans leur rapport avec l'expression cinématographique. » Il y expose ce qu'il appelle une « loi esthétique » : « Quand l'essentiel d'un événement est dépendant d'une présence simultanée de deux ou plusieurs facteurs de l'action, le montage est interdit. » André Bazin prend plusieurs exemples : la séquence de Crin-Blanc où le petit garçon est tiré par un cheval, celle où Nanouk pêche le phoque et où tous deux se trouvent dans le même plan, et la séquence, dans Quand les vautours ne volent plus, où un enfant, en Afrique, trouve un lionceau et le ramène à ses parents tout en étant suivi, en montage alterné, par la lionne qui cherche son petit. À la fin de cette séquence, dans un même plan large, le spectateur voit les parents, l'enfant et la lionne. Ce plan « authentifie » le montage qui le précède.
Il faut néanmoins bien comprendre que l'exigence de cette loi est « moins radicale » qu'on ne le croirait au premier abord. Il ne s'agit pas de la « morale de l'inscription vraie » qui interdirait toute « triche » au tournage. André Bazin dit clairement qu'il ne demande pas de tourner obligatoirement en plan-séquence ou de se priver des ressources narratives des changements de plans. Il s'agit en fait « [d']une condition de la croyance » : l'important n'est pas que dans Crin-Blanc l'enfant soit réellement tiré par le cheval, ce qui compte c'est que le spectateur puisse y croire, même si c'est de manière rétroactive. Pour cela il faut qu'un plan réunisse les éléments qui sont par ailleurs montrés séparément au moment où la rupture de l'unité spatiale « transformerait la réalité en sa simple représentation imaginaire. » Selon Alain Bergala, on reconnait dans le concept de montage interdit le déni de réalité freudien : le spectateur sait qu'il y a un truc, puisqu'il a vu que l'action était tournée en plans séparés mais il peut y croire « quand même » car un plan a relié tous les éléments. Dans Quand les vautours ne volent plus, c'est le plan final qui annule le constat du truquage, il vient rétroactivement « authentifier » les plans vus précédemment qui montraient alternativement l'enfant et la lionne. Sans ce plan qui les réunit, il n'y aurait pas de différence entre l'événement tel qu'il est relaté dans le film et tel qu'il le serait dans un roman ; et la scène n'aurait « qu'une valeur de récit et non de réalité, ».
André Bazin termine son texte en expliquant que cette règle s'applique à certains films plus qu'à d'autres : les documentaires « à peine romancés » comme Nanouk l'esquimau, les films intégrant une part de féérie comme Le Ballon rouge. Il donne aussi l'exemple du Burlesque, dont il estime que le succès, datant « [d']avant Griffith et le montage » venait justement de ce que les gags venaient d'un « comique de l'espace » : « Chaplin, dans Le Cirque, est effectivement dans la cage du lion et tous les deux sont enfermés ensemble dans le cadre de l'écran. »

## Publications
- Qu'est-ce que le cinéma ? (en 4 volumes), Éditions du Cerf, collection « Septième Art »
T. I, Ontologie et langage, 1958
T. II, Le cinéma et les autres arts, 1959
T. III, Cinéma et sociologie, 1961
T. IV, Une esthétique de la Réalité : le néo-réalisme, 1962
Réédition en un volume de 27 des 64 articles de l'édition en 4 volumes, Qu'est-ce que le cinéma ?, Cerf, 1976
- La Politique des auteurs — Ouvrage collectif (Jacques Becker, Charles Bitsch, Claude Chabrol, Michel Delahaye, Jean Domarchi, Jacques Doniol-Valcroze, Jean Douchet, Jean-Luc Godard, Fereydoun Hoveyda, Jacques Rivette, Éric Rohmer (également sous son vrai nom Maurice Schérer), François Truffaut), éditions Champ libre, 1972
- Orson Welles, Cerf, 1972, rééd. Ramsay, collection Poche Cinéma (1985) puis éditions Cahiers du cinéma, collection Petite Bibliothèque, 2003
- Jean Renoir, avant-propos de Jean Renoir, présentation de François Truffaut, éditions Champ libre, 1971
- Charlie Chaplin, en collaboration avec Éric Rohmer, Cerf, 1973, rééd. Ramsay, collection Poche Cinéma (1985) puis éditions Cahiers du cinéma, collection "Petite Bibliothèque", 2000
- Le Cinéma de l'occupation et de la Résistance, préface de François Truffaut, 10/18, 1975
- Le Cinéma de la cruauté, Flammarion, 1975
- Le Cinéma français de la Libération à la Nouvelle Vague (1945-1958), éditions Cahiers du cinéma, collection Essais, 1984, rééd. collection "Petite Bibliothèque", 1998
- Écrits complets, en 2 volumes, Éditions Macula, 2018

## Hommage
Les Cahiers du cinéma lancent en 2022 le Prix André Bazin destiné à récompenser un premier film.
- Lauréats
  - 2022 : Hit the Road de Panah Panahi[17]
  - 2023 : L'Arbre aux papillons d'or de Pham Thien An[18]

### Radio
- [audio]
- France culture - des 11 et 12 mai 2019- Nuits de France culture- 10 heures de documents d'archives sur André Bazin
- Jean-Pierre Pagliano, Profils perdus : André Bazin, France Culture, 20 et 27 octobre 1988. Avec la participation de Janick Arbois-Chartier, Françoise et André Burgaud, Jean Collet, Jean-Charles Tachella, Alain Resnais, Jacques Doniol-Valcroze, Agnès Varda, Jean Narboni.